# 蔡哥
蔡哥（1989年12月1日—），本名蔡宜紘，臺灣YouTuber、喜劇表演者、七胖娛樂（七月半 SevenFat）董事長、前上班不要看成員，以搞笑成語教學影片出道。此外，頭戴帽子及肩披毛巾為其個人外型特色。上片時間不固定，每個禮拜固定會有線上直播活動。現與其他台灣 YouTuber 組有「憲蔡莓+萱」、「羽球隊」等企劃團體。知名影片企劃有「車滿就出發」，「蔡哥問七題」等。
時常被網友炒作和不同女性YouTuber有曖昧關係，從第一次和木曜4超玩合作開始，被網路消息傳出單方面喜歡木曜四成員泱泱，2022年4月和遊戲實況主劉萱於安安邊緣子頻道拍攝神之腿後續的一日約會企劃後開始頻繁合作至今。

## 經歷
2015年開始在Facebook上發佈獨立創作的搞笑型文創漫畫，2016年開始同步在YouTube上發佈獨立創作的搞笑型動畫影片，2016年12月18日在《雙面膠泡棉膠の決鬥》一片中，首次以真人出現在影片中。2017年底與其他四位YouTuber－蔡阿嘎、馬叔叔、廉傑克曼、How How，一同創立搞笑和音樂性質兼具的「七月半 SevenFat 」樂團，並於樂團中擔任木吉他手。2018年，因眼神清澈受到上班不要看創辦人邱威傑的賞識，加入上班不要看。現為七胖娛樂有限公司負責人。
曾任台中一中民謠吉他社第27屆文書幹部。在淡江大學畢業之後，等當兵的空檔，考取臺中市政府文化局街頭藝人證，當時的團名是「FBI花美偶像」，其中FBI為Forever Boy Idol的縮寫，初期有兩位團員，包含蔡哥和子該。2015年成立「小帥哥樂團」，團員同前，在同年7月11日出道演出，9月時加入女主唱兼鼓手Raye，台中、苗栗、南投等地都有他們的演出足跡。在2018年蔡哥前往臺北發展後，樂團活動主要由Raye和子該進行。
2021年與YouTuber曹立憲及遊戲實況主貝莉莓合組YouTube頻道安安邊緣子團體「憲蔡莓救了」，2023年同為遊戲實況主的劉萱開始積極參與團體活動，以「憲蔡莓+萱」為名拍攝團體影片。
2021年與YouTuber阿圓、金針菇、林瑄合組「羽球隊」團體，疫情期間開始積極拍攝日常影片後團體逐漸知名，後續還有一起去澎湖、日本等地旅遊的特別企劃，在團體中時常被諷刺愛生氣，但卻也是最可靠的大哥。

## 軼事

### 國小全國跳遠冠軍
蔡哥在念小學時，曾在民國90年全國中小學田徑錦標賽，代表台中縣出賽跳遠項目，以4.81公尺的成績奪得全國冠軍。

### IG藍勾勾事件
2018年6月29日，蔡哥收到一封假冒驗證Instagram「藍勾勾」的信件，需要登入驗證其真實身分，因為對藍勾勾的嚮往，蔡哥在沒有查證之下輸入帳密資訊，隨後帳號遭一名疑似土耳其人Ricky盜用，被改掉密碼，多數貼文被刪除。

## 公益活動
- 以上班不要看成員身份參與2018 Wings for Life World Run，成績6.7公里[16]
- 與白癡公主和How How一同擔任《2018年LINE資安宣導活動》之資安大使[17][18]
- 以小帥哥樂團成員身份參與慢飛家族2019第四屆年菜金募集活動之音樂嘉年華[19]
- 以上班不要看成員身份參與2019 Wings for Life World Run，成績8.26公里[20]

## 外部連結
- YouTube上的蔡哥頻道 （繁體中文）
- 蔡哥的Facebook專頁 （繁體中文）
- 蔡哥的Instagram帳戶 （繁體中文）